# Antoine Rebetez
Antoine Rebetez (ur. w 1897, zm. 28 stycznia 1980 w Les Genevez) – szwajcarski gimnastyk, medalista olimpijski z Paryża.